# Portalbrücke (Bühnentechnik)
Die Portalbrücke (englisch portal bridge) ist im heutigen Sprachgebrauch ein Teil der Bühnentechnik und ein rahmendes Element der Bühne. Es handelt sich gewöhnlich um das tragende Gestänge über der Bühne, welches einerseits den oberen Rahmen für die Bühne bildet und andererseits als Aufhängung für Beleuchtung und andere Technikelemente dient.
Historisch wurden auch bestimmte Zugbrücken als „Portalbrücke“ bezeichnet.

## Technik
Die Portalbrücke bildet zusammen mit den Portaltürmen das „Portal“ bei Theaterbühnen. Das Portal befindet sich an der vorderen Bühnenkante und begrenzt die Bühne zum Zuschauerraum. Es bietet zugleich Anschlag- und Hängepunkte für Scheinwerfer und weitere Technik sowie Blenden und Bühnenelemente. Je nach Größe der Bühne ist die Portalbrücke begehbar, um zu den einzelnen Scheinwerfern zu gelangen, und oft sind heutige Portalbrücken auch höhenverstellbar und beweglich und zum Teil sogar mehrstöckig.
Diese rahmenden Elemente bestehen gewöhnlich aus Aluminium- oder Stahlgestängen, da sie den Brandschutzverordnungen genügen müssen.
Die Bühne kann somit durch Verschieben von Blenden oder die Höhenverstellung der Portalbrücke im Format verändert werden. Für ein Heben oder Absenken der Portalbrücke werden heute meist elektrische oder hydrostatische Antriebe verwendet; bei kleinen Bühnen gibt es eventuell noch handbetriebene Aufzüge. Zum Teil können die Portalbrücken für Wartungsarbeiten bis auf Bühnenniveau abgesenkt werden.